# Église Saint-Étienne de Villandry
Pour les articles homonymes, voir Église Saint-Étienne et Saint-Étienne (homonymie).

L’église de Villandry est dédiée à Saint Étienne, premier martyr. La première chapelle dite de Saint Roch daterait du Ve siècle (elle fut détruite vers 1844). Elle est construite à mi-hauteur du coteau, se situe à plus de 300 m du château et s’éloigne de la plaine alluviale du Cher, en dehors de tout risque d’inondation. Par sa physionomie, elle trouve son pendant avec l’église paroissiale de Cormery.
Une chapelle rectangulaire de 9 m sur 18 est édifiée au XIe siècle. À la fin du XIIe sont ajoutés le transept et le chœur. La chapelle originelle devient alors la nef de la nouvelle église.

## Architecture et décor

### Intérieur

#### Historique
Une large fenêtre gothique est construite grâce à Jean le Breton en 1532. 
En 1828, Stéphanie Oudinot, épouse du baron Georges Tom Hainguerlot, alors propriétaire du château de Villandry, offre un orgue de tribune, les vitraux du chœur, les autels et deux cloches. 

#### Description
Dans l'absidiole nord : 
Vitrail de 1543 (Résurrection et Jugement dernier en partie haute et le bas représente Anne GEDOUIN devant Ste-Anne, épouse de Jean Le BRETON décédé en 1542 et donc non représenté) — les autres vitraux, remplacés à la suite des dégâts de la guerre en 1944, ont été posés en 1951 par le Maître verrier parisien Max INGRAND - Le sacré-cœur, St-Etienne et le bienheureux Pierre PLOQUIN et dans la fenêtre géminée  "La Vierge triomphante portée par deux anges" en partie haute.
Dans le transept nord : 
Tableau XVII - Descente de Croix.
Dans le transept sud : 
Une Statue en céramique (environ 1890) de Ste-Marie Madelaine ou peut-être Ste-Philomène (restaurée en 2009 par Cécile ROLLAND, restauratrice à Montlouis)
Dans la Nef :
Un chemin de croix, offert par Mme Hainguerlot en 1887, tableaux de terre cuite des ateliers de la Sainterie de Vendeuvre (Aube) et peint à Tours par M. BAILLON.
Dans le chœur : 
Une chaise haute à baldaquin du XVIᵉ finement sculptée, coté nord.
Le vitrail de St-Louis, restauré en 2019, il provient de la verrière sud du transept et été heureusement déjà déposé en 1944) coté sud et au fond, la stalle en chêne, copie de celle de la cathédrale de Tours, anciennement installée dans la croisée du transept.

Sur la tribune :
Un orgue installé en 1868 ; il a été construit par le curé ARCHAMBAULT de Pont de Ruan (1ère Installation dans l'église en 1859)
Dans la croisée du transept :
La coupole remarquable par sa taille (6m), une rareté architecturale en Touraine, et de magnifiques chapiteaux décorés du XIIᵉ.
Il existe 2 Cryptes : 
- Une dans le transept sud, dit des seigneurs de Villandry qui fut ouverte pour la dernière fois le 15 mars 1936 afin d'y déposer le cercueil de M. Joachim CARVALLO.
- Une autre, sous l'emplacement de la chapelle St-Roch (désaffectée en 1790 et détruite vers 1844), au nord de l'église, et qui a servi de cave après la révolution.

### Extérieur
Sur la droite du portail, à l’entrée, se trouve un ambon  du XIIᵉ (petite tribune de trois marches) où étaient faites les annonces publiques au Moyen Âge.